# Río Negro (Maullín)
El río Negro es un curso natural de agua que fluye con dirección general oeste y drena las áreas entre la ciudad de Puerto Montt y el extremo sur del lago Llanquihue en la Región de Los Lagos hasta desembocar en la ribera sur del río Maullín.
(En la cuenca del río Maullín existe otro "río Negro" que desemboca en la ribera norte del Maullín, cerca de "El Gato".)

## Trayecto
El río Negro es el principal afluente del río Maullín.: 18 

## Caudal y régimen
Toda la cuenca del río Maullín tiene una alimentación pluvial, ya que no tiene afluentes andinos.

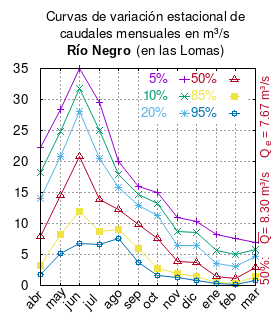
Curvas de variación estacional del río Negro en Las Lomas.

El caudal del río (en un lugar fijo) varía en el tiempo, por lo que existen varias formas de representarlo. Una de ellas son las curvas de variación estacional que, tras largos periodos de mediciones, predicen estadísticamente el caudal mínimo que lleva el río con una probabilidad dada, llamada probabilidad de excedencia. La curva de color rojo ocre (con {\displaystyle {\color {Red}\vartriangle }}) muestra los caudales mensuales con probabilidad de excedencia de un 50%. Esto quiere decir que ese mes se han medido igual cantidad de caudales mayores que caudales menores a esa cantidad. Eso es la mediana (estadística), que se denota Qe, de la serie de caudales de ese mes. La media (estadística) es el promedio matemático de los caudales de ese mes y se denota {\displaystyle {\overline {Q}}}. 
Una vez calculados para cada mes, ambos valores son calculados para todo el año y pueden ser leídos en la columna vertical al lado derecho del diagrama. El significado de la probabilidad de excedencia del 5% es que, estadísticamente, el caudal es mayor solo una vez cada 20 años, el de 10% una vez cada 10 años, el de 20% una vez cada 5 años, el de 85% quince veces cada 16 años y la de 95% diecisiete veces cada 18 años. Dicho de otra forma, el 5% es el caudal de años extremadamente lluviosos, el 95% es el caudal de años extremadamente secos. De la estación de las crecidas puede deducirse si el caudal depende de las lluvias (mayo-julio) o del derretimiento de las nieves (septiembre-enero).

## Historia
Francisco Solano Asta-Buruaga y Cienfuegos escribió en 1899 en su obra póstuma Diccionario Geográfico de la República de Chile sobre el río:
Río Negro.-—En el departamento de Llanquihue. Se forma de las pequeñas corrientes de agua que bajan por entre el lago de ese nombre y Puerto Montt y se dirige hacia el O. á entrar en la izquierda del Maullín, poco más arriba de la cascada de este río llamada El Salto.